# Guillaume d'Aspremont Lynden

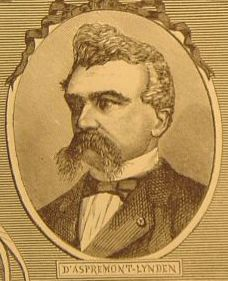
Portret uit L'Illustration européenne (1872)

Graaf Guillaume Bernard Ferdinand Charles d'Aspremont Lynden (Haltinne 14 oktober 1815 - Salzinnes 6 september 1889) was een Belgisch politicus voor de Katholieke Partij.

## Biografie
Guillaume d'Aspremont Lynden was een telg uit het geslacht d'Aspremont Lynden. Hij was een zoon van graaf Joseph-Ferdinand d'Aspremont Lynden (1784-1843) en Charlotte van der Straten Waillet (1792-1854). Hij bleef vrijgezel. Van de drie dochters en drie zoons in dit gezin was het trouwens alleen de oudste zoon die trouwde en voor nakomelingen zorgde.
Hij was pas zevenentwintig toen hij zijn eerste politiek mandaat opnam, dat van burgemeester van Barvaux-Condroz, een mandaat dat hij uitoefende tot in 1875. Van 1859 tot 1864 was hij ook provincieraadslid van Namen. 
In 1864 stapte hij in de nationale politiek en werd verkozen tot senator voor het arrondissement Namen. Dit mandaat oefende hij uit tot in 1884.
In december 1871 werd hij minister van Buitenlandse Zaken in de homogeen katholieke regering-De Theux-Malou, die aanbleef tot juni 1878. Het was een periode waarin de minister onder meer te maken had met de vijandelijkheden tussen het Duitsland van Bismarck en de Derde Franse Republiek.
Na zijn ministeriële opdracht bleef hij nog senator tot in 1884. Hij was er onder meer voorzitter van de commissie voor Buitenlandse Zaken.